# Marcus Calvin
Marcus Calvin (* 23. Januar 1965 in Frankfurt am Main) ist ein deutsch-amerikanischer Schauspieler und Hörspielsprecher.

## Leben
Marcus Calvin besuchte von 1980 bis 1983 die Frankfurt American High School in Frankfurt am Main und studierte anschließend bis 1985 an der University of Maryland Politik, Geschichte, Schauspiel und Regie und schloss mit einem Associate in Arts Degree ab. Danach besuchte er von 1985 bis 1989 die Otto-Falckenberg-Schule in München. Bis heute erhielt er verschiedene Rollen in Fernsehserien und Filmen. Sein Hauptmerkmal war das Theater, Festengagements gab es am Theater der Stadt Heidelberg (2 Jahre), Hessisches Staatstheater Kassel, Nationaltheater Mannheim (3 Jahre), Württembergisches Staatstheater Stuttgart (6 Jahre) und Bayerisches Staatstheater München (10 Jahre). Ab 2012 arbeitete Marcus Calvin als freischaffender Schauspieler in München, Augsburg, Innsbruck, Schwäbisch Hall, Heidelberg und Bregenz und in diversen Fernsehserien und im Kinofilm „Hirngespinster“. Ab 2014 war er wieder festes Ensemblemitglied, diesmal am Düsseldorfer Schauspielhaus in NRW. Ab Sommer 2016 war Marcus Calvin wieder freischaffender Schauspieler, Englischlehrer und Schauspieldozent.
Er ist Vater von 3 Söhnen.

## Filmografie (Auswahl)
- 1985: War was, Rickie?
- 1989: Bumerang-Bumerang
- 2009, 2013: SOKO 5113 (Fernsehserie, verschiedene Rollen, 2 Folgen)
- 2010: Tatort – Die Heilige
- 2011: Kommissarin Lucas – Gierig
- 2011–2012: Das Haus Anubis (Fernsehserie, 130 Folgen)
- 2012: Der Dicke (Fernsehserie, Folge Schlag auf Schlag)
- 2012: Heiter bis tödlich: Hubert und Staller (Fernsehserie, Folge Konzert für eine Leiche)
- 2012, 2015: Die Rosenheim-Cops (Fernsehserie, verschiedene Rollen, 2 Folgen)
- 2012: Tatort – Ein neues Leben
- 2014: Hirngespinster
- 2015: Die Kanzlei (Fernsehserie, Folge Üble Tricks)
- 2015: Ein Fall für Zwei (Fernsehserie, Folge Der blinde Fleck)
- 2016: Tatort – Ein Fuß kommt selten allein
- 2017: Rentnercops (Fernsehserie, Folge Ein ehrenwertes Haus)
- 2018: WaPo Bodensee (Fernsehserie, Folge Schneewittchen)
- 2018: Mackie Messer – Brechts Dreigroschenfilm
- 2019: In aller Freundschaft (Fernsehserie, Folge Gefühl und Verstand)
- 2019: Schuld III (ZDF)
- 2020: Persischstunden
- 2021: Waldgericht – Ein Schwarzwaldkrimi (Fernsehreihe)

## Hörspiele und Audioarbeiten (Auswahl)
- 2012: Fred Breinersdorfer / Katja Röder: Tödliche Kunst. Radio-Tatort, SWR 2012.
- 2023: Karl-Heinz Häfele / Jörg Sieger: Benediktinerkloster Ettenheimmünster. Digitale Rekonstruktion der im 19. Jahrhundert abgebrochenen Anlage. Audiokommentar zur 33-minütigen Videoanimation sowie zum Bonusmaterial.[2]